# Peychaud's Bitters

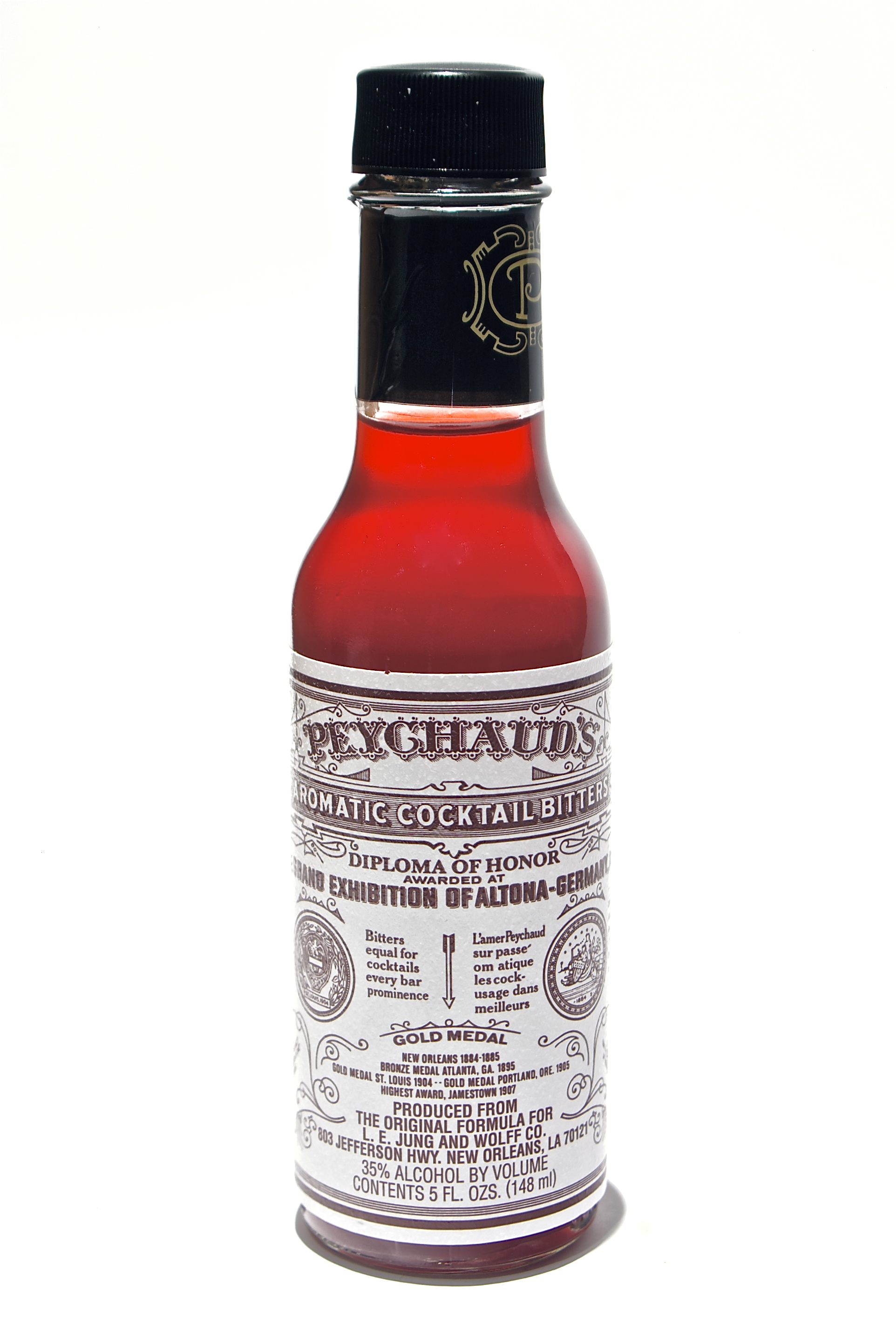
Peychaud Bitters

Peychaud's Bitters es un bíter distribuido por la empresa estadounidense Sazerac Company. Fue creado originalmente alrededor de 1830 por Antoine Amédée Peychaud, un boticario criollo de la colonia francesa de Saint-Domingue (actual Haití) que se estableció en Nueva Orleans, Luisiana en 1795. Es un amargo a base de genciana, comparable a los amargos de Angostura, pero con un aroma predominante de anís combinado con un fondo de menta. Peychaud's Bitters es un componente para los cócteles Sazerac y Malecón.